# Cinquedea

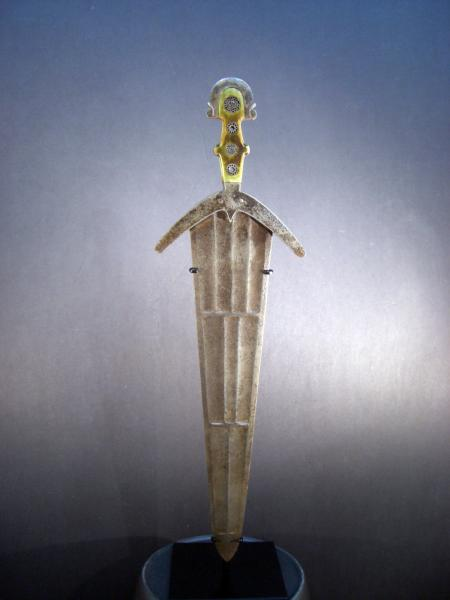
Cinquedea

Cinquedea – rodzaj sztyletu lub puginału. Miała prostą, obosieczną głownię o charakterystycznym kształcie trójkąta bardzo szerokiego u nasady i zwężającego się w szpic.
Nazwa pochodzi od szerokości u nasady, wynoszącej pięć palców (cinquedea – wł. pięć palców). Była to broń używana przede wszystkim przez cywilów – kupców czy urzędników, stąd też większość zachowanych egzemplarzy jest bardzo ozdobna. Zdobienia pojawiają się głównie na głowni, która zwłaszcza w późniejszych egzemplarzach, często była kanelowana i grawerowana. Cinquedea była popularna przede wszystkim w północnych Włoszech u schyłku średniowiecza i na początku renesansu.
Jelec przeważnie wygięty ku dołowi, półkolisty lub trójkątny.
Zachowane egzemplarze datowane są pomiędzy 1450 a 1550 rokiem. Najkrótszy ma długość głowni 20 cm, najdłuższe mogą być nawet klasyfikowane jako krótkie miecze.
Cinquedea bywa także nazywana (rzadko) anelac, anelace lub sangdede.